# Jerzy Kanasiewicz
Jerzy Stanisław Kanasiewicz (ur. 9 maja 1934 we Lwowie, zm. 24 sierpnia 1992 w Warszawie) – polski geolog, specjalista w zakresie geologii złóż surowców mineralnych. 

## Młodość
Syn Jana Kanasiewicza i Janiny. Wcześnie osierocony przez ojca, lata wojny spędził z matką we Lwowie. Następnie w ramach repatriacji w 1947 znalazł się w Bytomiu. W 1953 ukończył szkołę I Towarzystwa Przyjaciół Dzieci stopnia licealnego. Od 1950 był członkiem ZMP, a następnie PZPR.
Dzięki dobrym wynikom w nauce został wytypowany na studia w Związku Radzieckim. Trafił do Instytutu Górniczego im. W.W. Wachruszewa w Swierdłowsku (obecnie Jekaterynburgu) na Uralu. Miejsce studiów umożliwiło mu zapoznanie się z geologią Uralu, a podczas praktyk terenowych poznał także rejon Ałtaju. 
Dyplom magistra inżyniera w zakresie geologii poszukiwawczej otrzymał w czerwcu 1958 na podstawie pracy Szczegółowe rozpoznanie turgieniewskiego złoża polimetalicznego w Górnej Szorji (Ałtaj), wykonanej pod kierunkiem prof. dr A.E. Małachowa.

## Praca
W 1958 podjął pracę w Instytucie Geologicznym w Warszawie, w Zakładzie Złóż Surowców Promieniotwórczych. W latach 1958–1960 odbył staż wstępny. W pierwszym okresie badał radiometrycznie rdzenie wiertnicze z Niżu Polskiego, a także skały w kopalniach węgla kamiennego i rud miedzi. Uczestniczył również w wykonywaniu aluwialnego zdjęcia uranometrycznego w Górach Kaczawskich, Bystrzyckich i Orlickich. Po kilku latach podjął badania metali rzadkich w cechsztyńskich złożach miedzi.
W 1959 został asystentem, w 1961 –starszym asystentem naukowo-badawczym i w 1964 – adiunktem naukowo-badawczym. W 1967 uzyskał doktorat za pracę Występowanie renu i selenu oraz niektórych innych pierwiastków towarzyszących w serii miedzionośnej dolnego cechsztynu monokliny przedsudeckiej. Promotorem był prof. dr Stanisław Jaskólski z Akademii Górniczo-Hutniczej w Krakowie.
W dalszych badaniach J. Kanasiewicz zajmował się występowaniem cyrkonu na plażach bałtyckich oraz berylu w pegmatytach Gór Sowich. Badał również zachowanie się pierwiastków rzadkich w poszczególnych cyklach przeróbki rudy miedzi w hucie w Legnicy.
W 1967 rozpoczął poszukiwania złota i kasyterytu metodą szlichową w metamorfiku izerskim. Wraz z geologami czeskimi rozszerzył poszukiwania na metamorfik izerski także po drugiej stronie granicy polsko-czeskiej. Wraz z Hubertem Sylwestrzakiem opublikował w 1970 pogląd o zależności między rozmieszczeniem złóż endogenicznych w Sudetach a przebiegiem głębokich stref tektonicznych.
W 1968 został kierownikiem Pracowni Poszukiwań Złóż w Zakładzie Złóż Pierwiastków Rzadkich i Promieniotwórczych IG. W latach 1975–1976 był kierownikiem tego Zakładu. 
W 1977 został mianowany docentem w Instytucie Geologicznym.
W latach 1977–1981 był kierownikiem Zespołu Problemowego Geologii Pierwiastków Ziem Rzadkich w Zakładzie Geologii Złóż Rud Metali. W latach1983–1987 – był kierownikiem Pracowni Geologii Złóż Rud Pierwiastków Rzadkich w tymże Zakładzie.
W 1987 otrzymał stopień Dyrektora Górniczego I stopnia. Od 1968 posiadał również uprawnienia geologiczne do poszukiwania i rozpoznawania złóż kopalin stałych. 

## Badania za granicą
Badania zagraniczne rozpoczął w 1971, gdy wyjechał jako ekspert do Wietnamu w celu dokonania oceny wartości przemysłowej karbonatytowego złoża pierwiastków ziem rzadkich Nam Nam Xe, w masywie górskim Phang Xi Pang, na północy kraju. Do Wietnamu wrócił w 1976, aby pobrać 200-tonową próbę technologiczną rudy karbonatytowej ze złoża Nam Nam Xe. Po powrocie do kraju zaczął organizować zespół do prac dokumentacyjnych na złożu, niestety wojna chińsko-wietnamska w 1979 uniemożliwiła realizację zamierzeń. W 1990 jeszcze raz odwiedził Wietnam w celu dokonania ekspertyzy złóż cynowo-wolframowych.
W 1975 znalazł się w Korei Północnej w celu zapoznania się ze złożami rud cyny i wolframu w rejonie Koson.
W latach 1979–1981 spędził w Indiach jako ekspert ONZ. Z geologami hinduskimi prowadził poszukiwania złóż złota, cyny i pegmatytowych złóż litu, niobu i tantalu w stanie Madhya Pradesh. 
W 1982 przebywał jako ekspert ONZ w Libii. Jego zadaniem było określenie perspektyw występowania złóż uranu w południowej części kraju.
Wyniki badań zagranicznych ekspedycji w biuletynach ONZ oraz Międzynarodowej Agencji Energii Atomowej zwróciły na niego uwagę jako na eksperta w zakresie geologii złożowej. Dzięki temu włączony został do kilku komitetów redakcyjnych czasopism naukowych, w tym Geotectonica et Metallogenia i Geochemistry, a także do komitetu naukowego Ist International Symposium on Tectonics and Metallogeny of Diwa (Geodepression) Regions w Changsha w Chinach (1988).

## Dalsze badania
Po powrocie do kraju Kanasiewicz podjął na nowo badania na Dolnym Śląsku. M.in. opracował regionalny projekt geochemicznych i mineralogicznych poszukiwań złóż rud metali na znacznej części Sudetów, który realizował z grupą współpracowników z Państwowego Instytutu Geologicznego i Przedsiębiorstwa Geologicznego we Wrocławiu.
Efektem jego badań jest m.in. wskazanie związku fotolineamentów z rozmieszczeniem mineralizacji kruszcowej w Sudetach oraz możliwości występowania złóż porfirowych w granitoidowym masywie Strzegom-Sobótka. Przedstawił również hipotezę o magmach zasadowych jako źródle uranu dla złóż uranowych.
Opublikował ponad 30 artykułów i przygotował ponad 40 opracowań archiwalnych.
Zmarł 24 sierpnia 1992. Został pochowany w Piasecznie pod Warszawą.

## Odznaczenia
- Medal 30-lecia PRL, 1974
- Złoty Krzyż Zasługi, 1977

## Wybrane publikacje
- Bareja E., Magdalena Jęczmyk, Kanasiewicz J., Józef Lis, Miecznik J.B. Sałdan M., 1982, Pierwiastki promieniotwórcze w Sudetach, Biul. IG, 341: 259-272, Warszawa.
- Tadeusz Depciuch, Kanasiewicz J., Lis J., Ryszard Podstolski, Stanisław Przeniosło, Hubert Sylwestrzak, Zajączkowski W., 1976, Uranium metallogeny in the Sudetes on the basis of the geochemical survey of alluvial sediments. W: Fedak J. (edit.), The current metallogenic problems of Central Europe, 261-287. Wyd. Geol., Warszawa.
- Doktór S., Marek Graniczny, Kanasiewicz J., Kucharski R., 1991, The main tectonic features in the Sudeten Mts. (SW Poland) and their relationship with ore mineralization. Geotect. Metall., 15: 25-41.
- Jęczmyk M., Kanasiewicz J., 1973, Rozsypiska kasyterytu w północnej części bloku izerskiego, Kwart. Geol., 17: 147-172. Warszawa.
- Juskowiak O., Kanasiewicz J., Marian Stępniewski, Sylwestrzak H., 1986, Carbonatites with RE-minerals from Nam Nam Xe region (SRV), Arch. Min., 40: 23-44, Warszawa.
- Kanasiewicz J., 1983, O możliwości występowania karbonatytów facji subwulkanicznej w rejonie niecki żytawskiej (Sudety Zachodnie), Kwart. Geol., 27: 755-762, Warszawa.
- Kanasiewicz J., 1988, Magmy zasadowe jako źródło uranu dla złóż uranowych, Prz. Geol., 36: 482-484, Warszawa.
- Kanasiewicz J., 1990, Structure and mineralization of the ENE part of the Ohre Continental rift, Geotect. Metall., 14: 141-147.
- Kanasiewicz J., 1993, Metale ciężkie w aluwiach Ziemi Kłodzkiej, Prz. Geol., 41: 2-10, Warszawa.
- Kanasiewicz J., Mikulski S.Z., 1989, O możliwości występowania złóż molibdenu formacji miedziowo-molibdenowej w strzegomskim masywie granitowym. Prz. Geol., 37: 129-133, Warszawa.
- Kanasiewicz J., Sałdan M., Uberna J., 1965, Uranonośność pstrego piaskowca okolic Pasłęka. Biul. IG, 193: 171-205, Warszawa.
- Kanasiewicz J., Sylwestrzak H., 1970, Zależność między przebiegiem głębokich stref tektonicznych a rozmieszczeniem złóż endogenicznych w Sudetach. Prz. Geol., 18: 219-221, Warszawa.

## Źródła
- Graniczny M., Miecznik J.B., Mikulski S.Z., Urban H., 2013, Wspomnienie o Jerzym Kanasiewiczu w 20. rocznicę śmierci. Prz. Geol., v. 61, nr 3, p. 178-181, Warszawa.